# 마샤와 다샤 크리보실랴포바
마리야 미하일로브나 "마샤" 크리보실랴포바와 다리야 미하일로브나 "다샤" 크리보실랴포바 자매(러시아어: Мари́я и Да́рья Миха́йловна Кривошля́пова, 1950년 1월 3일 ~ 2003년 4월 17일)는 소비에트 연방에서 태어난 결합 쌍둥이로 잔혹한 생체 실험과 결합 쌍둥이에 대한 차별의 피해자로 알려진 인물이며, 흔히 두 자매의 애칭인 마샤와 다샤(러시아어: Маша и Даша), 또는 두 자매의 성씨인 크리보실랴포바 자매(러시아어: Сёстры Кривошляповы)라는 이름으로 알려져 있다.

## 생애
1950년에 소비에트 연방의 모스크바에 위치한 산부인과 병원에서 태어났다는 사실만 알려져 있으며, 자매의 부모에 대한 정보는 알려진 바가 없다. 자매가 태어났을 당시의 담당 의사는 부모에게 자매가 폐렴으로 사망했다고 말하고, 자매를 부모와 격리시켜 버렸다. 이후에 각각 '마리야'와 '다리야'라는 이름이 붙여졌으며, 자매가 7살이 되었을 때 소련 소아의과학 연구소로 보내져 당시 결합 쌍둥이에 대한 연구를 진행하고 있던 표트르 아노힌 박사의 연구 대상이 된다. 당시 아노힌 박사는 두 자매에게 인권을 무시한 실험의 대상이 될 것을 강요하였고, 이를 거부할 경우에는 잔혹한 고문을 행하기도 했다. 그리고 자매가 성장함에 따라, 그는 두 자매를 나체 상태로 만들어 이를 사진 기록으로 남기기까지 했다.
마샤와 다샤는 1964년에서야 자신들이 생체 실험을 당하던 연구소에서 가까운 곳에 있는 학교에 입학해 졸업할 때까지 학교의 기숙사에서 생활하였다. 1989년에는 모스크바로 이주해 그곳에 정착했고, 모스크바에서의 생활 도중에 두 자매의 담당 의사로부터 분리 수술을 제안받았으나, 두 사람은 이를 거절하였다. 이후, 프랑스 기업의 초청으로 프랑스의 수도인 파리를 방문하였고 이때 마샤와 다샤 자매에게 가해진 잔혹한 생체실험과 사회에서 두 자매가 받은 차별의 전말이 세간에 알려지게 된다. 이후 마샤와 다샤는 간과 폐의 부종으로 인해 급격히 쇠약해졌고, 결국 2003년 4월 17일에 마샤가 먼저 심장마비로 사망하고 만다. 이때도 다샤는 의사로부터 분리 수술을 제안받았으나 이를 다시 거부하였고, 끝내 다샤는 마샤가 사망한지 17시간 뒤에 역시 사망하였다. 이 두 사람의 일생은 2013년 신비한TV 서프라이즈에서도 소개된 바가 있다.

## 신체적 특징
마샤와 다샤는 태어날 당시, 팔은 4개가 있었으나 다리는 3개가 있었고 척추가 직각을 이루며 붙어있었다. 오늘날의 의학 기술로는 충분히 분리가 가능했고, 실제로 마샤와 다샤는 생전에 몇 번이나 분리 수술을 제안받았으나, 두 자매가 이를 모두 거절하였다.